# フルビオ・バルブーザ
フルビオ・バルブーザ（Fulvio Valbusa、1969年2月25日 - ）は、イタリア、ヴェネト州ヴェローナ県ヴェローナ出身の元クロスカントリースキー選手。妹のサビーナ・バルブーザもクロスカントリースキーのオリンピックメダリストである。

## プロフィール
1992年にクロスカントリースキー・ワールドカップにデビュー、2戦目の15kmフリーでは4位に入賞した。同年のアルベールビルオリンピックでオリンピック初代表、30km17位の成績を残した。
以後2006年トリノオリンピックまで5大会連続オリンピック出場、1998年長野オリンピックでは 4×10kmリレーで銀メダルを獲得、30km、50km、パシュートの3種目でいずれも5位入賞という好成績をあげた。現役最後となったトリノオリンピックでは4×10kmリレーで金メダルを獲得し、有終の美を飾った。
ノルディックスキー世界選手権では2005年に15kmで銀メダル、1995年、1997年、1999年にいずれもリレーで銅メダル、また1999年には25kmパシュートでも銅メダルを獲得している。
2006年自国開催のトリノオリンピック後現役を引退、同年イタリア共和国功労勲章コンメンダトーレを受章した。